# والی شرایبر
والی شرایبر (انگلیسی: Wally Schreiber؛ زادهٔ ۱۵ آوریل ۱۹۶۲) بازیکن هاکی روی یخ اهل کانادا است.